# Josep Monells i Mateu
Josep Monells i Mateu (Vilanova de Bellpuig, Pla d'Urgell, 25 de juliol de 1934 -- Valldoreix, Sant Cugat del Vallès, Vallès Occidental, 4 de gener de 2024) fou un pastor protestant.
Quan tenia 14 anys es trasllada a viure al barri de Gràcia de Barcelona juntament amb la seva família. Als anys cinquanta es va convertir a l'Església Evangèlica. El 1956 va fundar l’escola Evangèlica, primer a Sant Boi de Llobregat, i després a Castelldefels, Gavà i Viladecans. L'any 1969 marxa a Mèxic i als Estats Units a estudiar. Als setanta inicia el moviment interconfessional Campus Crusade for Christ -actual Àgape/Cru-, del quan en fou director regional del sud d’Europa (Portugal, França, Itàlia i Grècia). També va obrir i dirigir l'Escola Evangèlica de Barcelona; va ser president del Patronat de l'Hospital Evangèlic; i va liderar el I Congrés Protestant de Catalunya.
A llarg de la seva vida va rebre diferents reconeixements, com la medalla al mèrit ecumènic de Cristians per Terrassa el 2017 o, el darrer, el Premi Memorial Àlex Seglers 2022, a Sabadell. Fou també el fundador de l'Església Protestant de Valldoreix.
Era pare de set fills i avi de 18 nets. Era vidu de Josepa Hernàndez.